# Río Loiret
El río Loiret es un corto río de Francia, de 12 km de longitud, un afluente por la izquierda del río Loira. Sus aguas proceden de infiltraciones del Loira. Su curso está completamente dentro del departamento francés de Loiret, al que da su nombre.
El Loiret, al sur de Orléans, con sus pintorescos molinos de agua antiguos, es un destino popular para en senderismo y viajes en bote. La fuente del Loiret está en Orléans-la-Source, y su desembocadura en Saint-Hilaire-Saint-Mesmin, al suroeste de Orléans.